# Alfonso López Michelsen
Alfonso Antonio Lázaro López Michelsen (ur. 30 czerwca 1913 w Bogocie, zm. 11 lipca 2007 w Bogocie) – kolumbijski polityk i adwokat, w latach 1974–1978 prezydent.
W okresie 1952–1958 przebywał poza krajem. Był przywódcą Ruchu Liberalno-Demokratycznego, by w 1967 zostać działaczem Kolumbijskiej Partii Liberalnej, z ramienia której sprawował urząd ministra spraw zagranicznych (1968-1970) oraz prezydenta (1978-1982).
Jego ojcem był Alfonso López Pumarejo, prezydent Kolumbii w latach 30. i 40. XX wieku.